# Tozkoparan
Tozkoparan (kurmandschi Tanz) ist ein Dorf (Köy) im Landkreis Pertek der türkischen Provinz Tunceli. Im Jahr 2011 lebten in Tozkoparan 178 Menschen.